# Amaël Moinard
Amaël Moinard (født 2. februar 1982) er en fransk tidligere professionel cykelrytter.